# Albert Ulrik Bååth

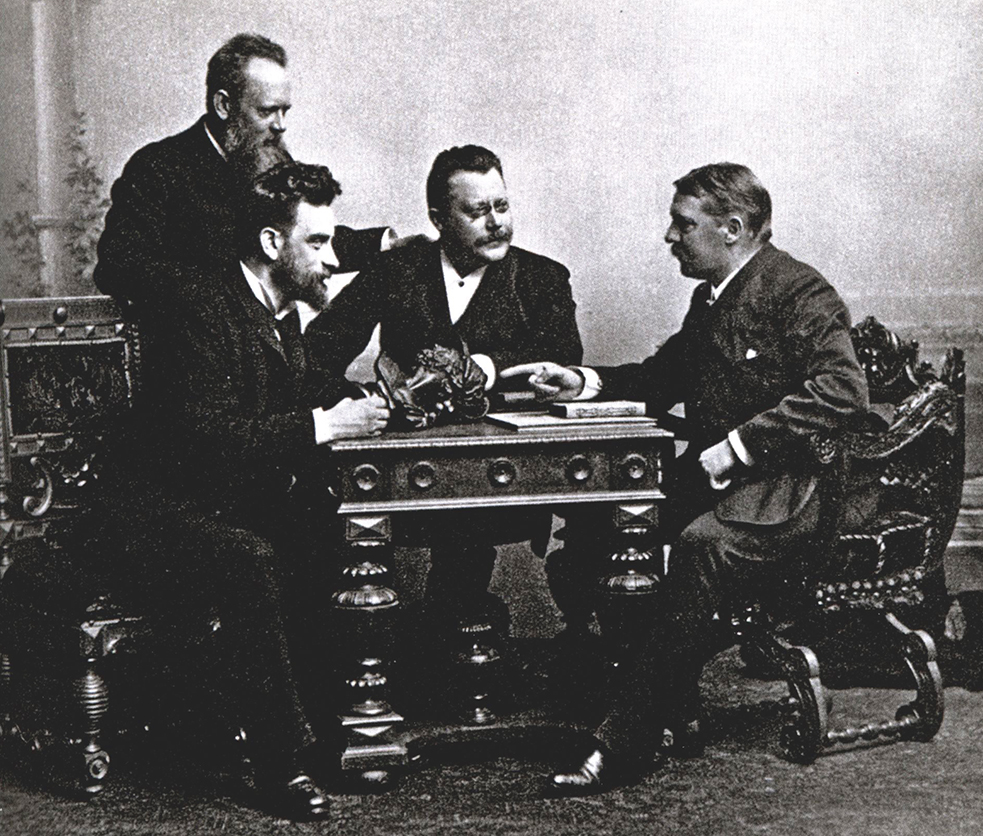
Sällskapet Gnistan. Medlemmar på 1890-talet: Wilhelm Berg stående och sittande från vänster Karl Warburg, Albert Ulrik Bååth och Viktor Rydberg.

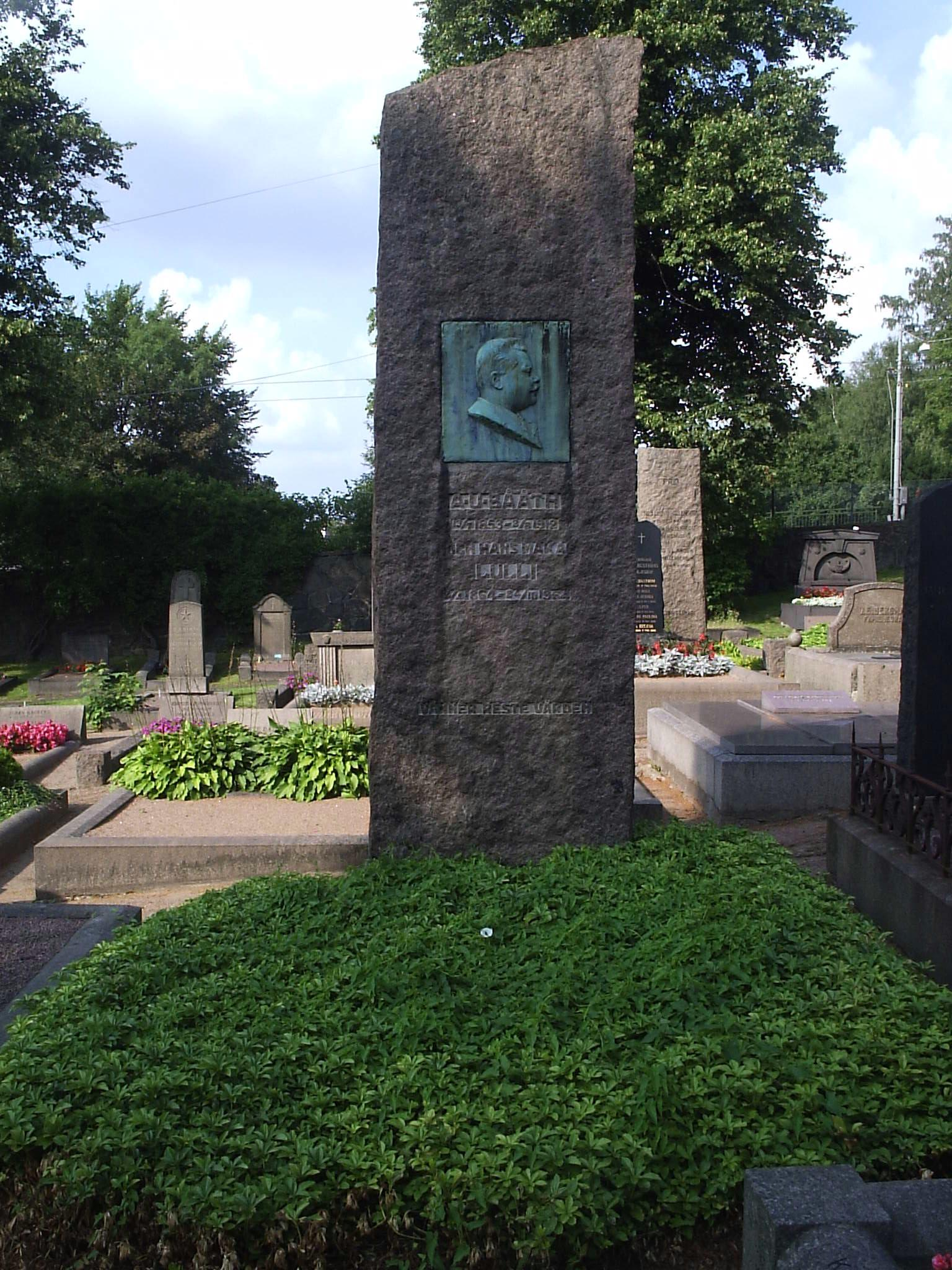
Albert Ulrik Bååth och hans maka Lullis grav på Östra kyrkogården i Göteborg. Vänner reste vården.

Albert Ulrik Bååth (ofta A.U. Bååth), född den 13 juli 1853 i Malmö, död den 2 augusti 1912 i Göteborg, var en svensk poet, museiman och docent i fornnordisk litteratur.  Han hörde till åttiotalisterna. Signatur: A.U.B.

## Biografi
Fadern Lorentz Andreas Bååth var då Albert Ulrik föddes fängelsepredikant på Malmöhus, men blev fyra år senare kyrkoherde i Hammarlöv. Han växte därför upp på Söderslätt, men gick i skola i Malmö högre elementarläroverk och blev 1871 student vid Lunds universitet. Han var barndomsvän med Hans Emil Larsson. Han blev tidigt intresserad av isländskan, speciellt då han vistades i Köpenhamn på ett stipendium, då han blev bekant med lexikografen Eirikur Jonsson, utgivare av ett isländskt lexikon.  
Han avlade 1877 filosofie kandidatexamen och 1884 licentiatexamen och promoverades 1886 till filosofie doktor efter att 1885 ha försvarat en avhandling Studier öfver kompositionen i några isländska ättsagor. Mellan 1875 och 1879 var han andre lärare vid folkhögskolan Hvilan och kom i kontakt med dess rektor, föregångsmannen inom folkhögskolan Leonard Holmström. Han verkade några år som föreläsare vid Göteborgs undervisningsfond och blev 1891 intendent för den etnografiska avdelningen vid Göteborgs museum och samma år docent i fornnordisk litteratur vid Göteborgs högskola. Dessutom verkade han en följd av år som föreläsare vid Göteborgs arbetarinstitut. Hans namn finns inskrivet på balkongen i Stora salen i AF-borgen i Lund.
Den nordiska väckelsen på 1870-talet gjorde ett avgörande intryck på Bååth och denna tidsströmning satte sin prägel på hans livsverk. Han deltog med entusiasm i folkhögskolerörelsen. Utöver sin diktning har Bååth också gett ut arbeten om fornnordisk litteratur och kultur samt tolkat framstående isländska arbeten.
Han blev 1889 ledamot av Kungliga Vetenskaps- och Vitterhetssamhället i Göteborg.

### Familjeförhållanden
Bååth var sedan 1894 gift med Emma Charlotta "Lulli" Ahlberg (1864–1964), som överlevde sin make med 52 år och blev drygt 100 år gammal. Han var bror till Cecilia Bååth-Holmberg.

## Diktning
De första fyra diktsamlingarna har ansetts vara Bååths främsta. Hans första diktsamling Dikter som utkom 1879, samma år som Strindbergs Röda rummet, intar en speciell plats i litteraturen och betecknar en förnyelse. Viktig inspiration till diktsamlingen lär ha kommit från Folklivet i Skytts härad av Nicolovius. Tillsammans med Strindbergs Röda rummet och Anne Charlotte Lefflers första bilder Ur lifvet kännetecknar denna samling den realistiska diktningens ankomst till Sverige. Lyrikern Bååth är väl inte som sedeskildraren Strindberg naturalist, men hans konkreta skildringar ur liv och natur är mycket verklighetsnära, och de ord skalden själv yttrat i en dikt kan stå som motto för hans diktning:
Hvar smekande syn som förbi mig drog
ur verkligheten sin värme tog;
dess friska andedräkt jag kände,
och in i min själ den sig mäktigt brände
Bååth är jämte Ola Hansson och Ernst Ahlgren den förste som på ett realistiskt sätt diktar om skånska motiv. Det var efter hemkomsten till Skåne från en vistelse i Västmanland, som kontrasten mellan landskapen fick Bååth att på ett par veckor skriva sin första diktsamling. Bååth gjorde observationer innan han skrev och återgav sedan verkligheten ärligt och osminkat utan tillägg av egna fantasier. I dikten Vid Lund återges stillheten vid en promenad till hospitalet, men plötsligt bryts vårstämningen av skärande långa skrik, för att sedan återgå till det alldagliga ljudet av två harvar och en hammares slag.
| ” | \| Luften är mulen i majblid förmiddag, och dofter vaggas af vårvind, smekande svag. Romeleklint med mjuk och vågig kam blånar bak Knästorps hvita kyrka fram. Och ån, där gräset i vattnet ljusgrönt står, lugn mellan varma, plöjda åkrar går. Ur dörren i smedjan lyser en låge matt, och hospitalet mörkrödt skyler sin natt. Och fylld af toner är luften, ljum och lätt. Drillar tumla på drillar tätt, så tätt. Domkyrkoklockorna ringa om död sitt bud, och mäktigt skälfva fylliga, sega ljud. \| Så öfverröstas rymdens starka musik med ens af breda, skärande, långa skrik. Det låter, som låge man utan ro och tröst med väldig, kväljande tyngd på flämtande bröst. Det hörs, som en ande med rasande kraft tog i för att omsider ifrån sig själf bli fri. Så varder det tyst. Två harfvar rassla mot mark. Där borta från smedjan klingar hammaren stark. Och klockorna tiga. I rymden, ren och still, nu tonar allena befriad fågeldrill. Och åter andas slätten vid såningstid sin varma, vårliga glädje i orörd frid. \| | „ |
| – Utanför Lund. Vid hospitalet. Ur Dikter (1879) | |   |
| Luften är mulen i majblid förmiddag, och dofter vaggas af vårvind, smekande svag. Romeleklint med mjuk och vågig kam blånar bak Knästorps hvita kyrka fram. Och ån, där gräset i vattnet ljusgrönt står, lugn mellan varma, plöjda åkrar går. Ur dörren i smedjan lyser en låge matt, och hospitalet mörkrödt skyler sin natt. Och fylld af toner är luften, ljum och lätt. Drillar tumla på drillar tätt, så tätt. Domkyrkoklockorna ringa om död sitt bud, och mäktigt skälfva fylliga, sega ljud. | Så öfverröstas rymdens starka musik med ens af breda, skärande, långa skrik. Det låter, som låge man utan ro och tröst med väldig, kväljande tyngd på flämtande bröst. Det hörs, som en ande med rasande kraft tog i för att omsider ifrån sig själf bli fri. Så varder det tyst. Två harfvar rassla mot mark. Där borta från smedjan klingar hammaren stark. Och klockorna tiga. I rymden, ren och still, nu tonar allena befriad fågeldrill. Och åter andas slätten vid såningstid sin varma, vårliga glädje i orörd frid. |   |

Bååths skånska lokaldikter doftar av Skånelandets mylla. Han är mer än någon annan det skånska slättlandskapets skald ("Vid sommarvärdshuset", "Nyårsafton på skånska slätten", "Sydskånsk sommarkväll", "Vinterstämning" med fler). Den beslöjade stämningsmelodin finner återklang i senare Skåneskalder, framför allt Ola Hansson.
I sin livssyn står han däremot närmare den idealism som representerades av vännen Viktor Rydberg. Förutom det starka verklighetssinnet kännetecknades Bååths första dikter av en varm medkänsla för livets styvbarn, för samhällets "små"; även motsatserna mellan samhällsklasserna, mellan den omhuldade familjeflickan och gatans fallna, föraktade slinka, mellan storstadslivets förkonstling och lantlivets enkelhet kommer till synes i denna samling, där ofta en varm känsla bryter sig fram i en kärv form ("Studentuppasserskan", "Modern", "Från gatan", "Och vore jag skald"). Bååth gav också uttryck för de stämningar, som fyllde den fosterländska folkhögskolerörelsen: "att hos allmogen väcka ideell syn och nationell känsla" ansåg han vara folkhögskolans uppgift. 
De skarpa kontrasterna mellan dådlöst drömmande och dådkraftigt arbete, överflöd och misär, onyttigt lyxliv och kamp för brödfödan viker i Vid allfartsväg för en mildare stämning där ljuspunkter framhävs också i de fattigastes liv. Han skildrar med förkärlek arbetets ro och frihet, förnöjsamheten, och ser i livslusten och i det plikttrogna arbetet den upprätthållande makten. Bitterhet och orättvisor blir aldrig tongivande i hans diktning.
I formellt avseende verkade hans versbildning något främmande, då den skilde sig från den strängare stavelseräkningen och symmetrin i versradernas byggnad och fäste sig endast vid betoningen. Bååth var i detta avseende otvivelaktigt påverkad av sina isländska studier. Versens tycke var manligt, kraftigt, kärvt, men stundom även "knaggligt" och omusikaliskt. Han eftersträvade ett enklare formspråk i sin dikt, med inslag från vardagsspråk och dialekt.
| ” | 'Bååth', yttrade C.D.W. högdraget, 'är det inte piglyrik?' | „ |
| – Erik Axel Karlfeldt och Carl David af Wirsén diskuterar A. U. Bååth i Svenska akademien enligt Anders Österling i Minnets vägar. |                                                            |   |

En av hans dikter, Island (Vilar i vita, skummande vågor...), tonsattes av Henrik Möller för manskör och är fortfarande ett populärt nummer, framför allt i akademiska manskörer. Två av hans dikter tolkades av Östen Warnerbring på albumet Skåne
Hans poesi förblev sig lik genom åren, även om än hans form i senare diktsamlingar mjuknat. Hans senare poetiska diktverk är Nya dikter (1881), där bland annat erotiska dikter finns upptagna, Vid allfarväg (1884), På gröna stigar (1889, med ljus och frisk helstämning), Svenska toner (1893, där nationella stämningar härskar), Ungmön från Antwerpen och andra dikter (1900) samt de större berättande dikterna Marit Vallkulla (1887), med ämne från häxprocessernas dagar, och Kärlekssagan på Björkeberga (1892), där han en smula idealiserande behandlar vagabondskalden Lars Wivallius kärleksäventyr.
Albert Ulrik Bååth var mycket god vän med James Keiller och när Göteborgs stad lät uppföra Keillers park förevigades en av Alberts dikter, skriven i det isländska versmåttet ljóðaháttr i en steninskription:
Må ung och gammal
i grönskan trivas.
Vinne de styrka i hvilostund.
Råde här glädje
och ädel gamman.
Hållas i helgd må hällar och lund.

### Varia
- Studier öfver kompositionen i några isländska ättsagor. Lund. 1885. Libris 377402. https://runeberg.org/baustudier/
- Från vikingatiden : ny följd fornnordiska sagor. Stockholm: F. & G. Beijers Bokf.-aktb. 1888. Libris 1621781. https://litteraturbanken.se/f%C3%B6rfattare/B%C3%A5%C3%A5thAU/titlar/Fr%C3%A5nVikingatiden/sida/I/faksimil?om-boken
- Nordiskt forntidslif. Stockholm. 1890. Libris 198471
- Några ord om etnografiska museer : tryckt som manuskript. Göteborg. 1891. Libris 2089466
- Gustaf Vasas krona i Upsala domkyrka. Minnen från Skansens vårfest ; 5. Stockholm: Nordiska museet. 1893. Libris 1624907. https://litteraturbanken.se/f%C3%B6rfattare/B%C3%A5%C3%A5thAU/titlar/GustafVasasKrona/sida/3/faksimil?om-boken
- Den svenske resenären : vid Göteborgs högskolas Gustaf-Adolfs-fest den 8 dec. 1894. Göteborg. 1894. Libris 21892703. https://litteraturbanken.se/f%C3%B6rfattare/B%C3%A5%C3%A5thAU/titlar/DenSvenskeResen%C3%A4ren/sida/4/faksimil?om-boken
- Nordmannaskämt : efter medeltida källor. Stockholm: J. Seligmann. 1895. Libris 22126200. https://litteraturbanken.se/f%C3%B6rfattare/B%C3%A5%C3%A5thAU/titlar/Nordmannask%C3%A4mt/sida/4/faksimil/?om-boken
- Kors och tvärs : Literära ströftåg : en röst ur vår medeltid. Göteborg. 1897. Libris 2584581
- Nordmannamystik : bilder från nordens forntid. Stockholm: Beijer. 1898. Libris 1644051. https://runeberg.org/baunordmy/
- Bondefred i Norden. Göteborg. 1899. Libris 9152426. https://litteraturbanken.se/f%C3%B6rfattare/B%C3%A5%C3%A5thAU/titlar/BondefredINorden/sida/1/faksimil?om-boken
- Julen för hundra år sedan, samt seder och bruk på julkvällen i Norden ända från 15- och 1600-talen. Göteb. 1899. Libris 2584579
- Ungmön från Antwerpen och andra dikter. Stockholm: Geber. 1900. Libris 1644052. https://litteraturbanken.se/författare/BååthAU/titlar/UngmönFrånAntwerpen/info
- ”Hur min första diktbok kom till”. När vi började : ungdomsminnen af svenska författare (1902):  sid. 70-78. 1902. https://runeberg.org/narviborja/0092.html. Libris 11171662

### Översättningar
- Kung Valdemar och bisp Absalon i fejd mot venderna : efter Saxos Historia Dan. Isländska sagor i svensk bearbetning ; 1. Stockholm: Seligmann. 1879. Libris 8221520. https://litteraturbanken.se/f%C3%B6rfattare/Anonym/titlar/NialsSaga1879/sida/III/faksimil?
- Egil Skalle-Grimssons saga, från fornisländskan af A.U. Bååth. Isländska sagor i svensk bearbetning. Stockholm. 1883. Libris 1797210. https://litteraturbanken.se/f%C3%B6rfattare/Anonym/titlar/EgilSkalleGrimssons1883/sida/v/faksimil?om-boken
  -  Sagan om Gunnlög Ormtunga och andra sagor. Isländska fornsagor i svensk tolkning ; 2 (2., genomsedda uppl.). Stockholm. 1910. Libris 1797260
- Fornnordiska sagor, i svensk bearbetning af A.U. Bååth; illustrerade af Jenny Nyström. Stockholm: Beijer. 1886. Libris 1625946 - Innehåll: Sagan om Gunnlög ormtunga och Skald-Ramn, Berättelsen om Torsten stafhugg, Ramnkel Frös-Godes saga och Gisle Surssons saga
- Från vikingatiden: ny följd fornnordiska sagor, af A.U. Bååth; med illustr. af Jenny Nyström. Stockholm: F. & G. Beijers Bokf.-aktb. 1888. Libris 1621781. https://runeberg.org/baufrvikny/ - Innehåll: Jomsvikingarnes saga och Hervars och Hedreks saga.
- Kärlek i hednadagar: Skalden Kormaks saga. Göteb: Wettergren & Kerber. 1895. Libris 1624019
- Kvädet om Skide och andra dikter från Nordens medeltid. Stockholm: Beijer. 1896. Libris 1644741
- Sighvat Tordssons dikt "Fria ord". Göteborg. 1898. Libris 11710178
- Sagan om Gudrun. Göteborg: Brusewitz. 1900. Libris 1663766
- Sagan om Grette den starke. Lund: Gleerup. 1901. Libris 1728269
- Wagners sagor. Stockholm: Norstedts. 1903-1912. Libris 1691994
  -  1, Tannhäuser och sångarstriden på Wartburg. 1903. Libris 1691995
  -  2, Lohengrin. 1904. Libris 9421234
  -  3, Mästersångarne i Nürnberg. 1905. Libris 1691996
  -  4, Parsifal. 1908. Libris 1691997
  -  5, Nibelungens ring. 1909. Libris 1691998
  -  6, Den flygande holländaren ; Rienzi. 1912. Libris 1691999
- Vagantsånger från latinet tolkade af A.U. Bååth. Göteborg: Zachrisson. 1906. Libris 1259525

## Priser och utmärkelser
- 1889 – Letterstedtska priset för översättningarna från isländskan i samlingen Från vikingatiden